# Jean Paul el Troglodita
Enrique Roberto Tellería Dávila (Callao, 5 de mayo de 1945-Lima, 29 de julio de 2004), conocido  artísticamente como Jean Paul el Troglodita, fue un cantante peruano de garage rock a fines de la década de 1960 e inicios de la década de 1970.
Su particular estilo excéntrico, salvaje y destructivo al cantar en los escenarios lo llevó a ganar un lugar dentro los mejores cantantes peruanos de aquella época.
Grabó varios LP en diferentes lugares de América Latina y Perú, los cuales fueron significativos dentro de la música peruana.

## Historia
Estudió en el colegio Santo Tomás de Aquino, que era dirigido por curas dominicos. En la adolescencia fue enviado al Colegio Militar Leoncio Prado, donde conoció a Koko Montana y César Altamirano, quienes más tarde seguirían el camino de la música. Para 1962 empezó a presentarse en concursos y eventos de canto. 
Fue vocalista de Los Delfines del Callao por un año, y compartió escenario con Jesús Herrero Valiente, que fracasó rápidamente en su carrera por su adicción a las drogas. Luego empezó a cantar como solista; durante estos primeros años se presentaría simplemente como Jean Paul. 
En 1964 solía presentarse en boîtes del Centro de Lima, lugar predilecto tanto de roqueros salvajes de la época como Los Saicos y de intelectuales como Mario Vargas Llosa, Juan Gonzalo Rose entre otros. 
Se presentó junto al músico Enrique Pastor (quien después formaría parte de Los Steivos, como baterista).
Jean Paul se sintió identificado con un personaje de película Europa de Noche, por lo que el periodista Guido Monteverde lo presentó como el Troglodita. Una de sus más recordadas presentaciones fue en el canal 4 cuando destruyó todo el escenario, lo cual le gustaba a algunos productores, mientras que otros se espantaban y trataban de hacerle pagar por la escenografía destrozada.
Durante 1965 era muy amigo de Erwin Flores con quien frecuentaba locales como el Mario’s y el local La Grotta Azzurra. 
En 1966 Rebeca Llave de Dis-Perú lo llamó para que grabar algunos temas. Su primer 45 contenía los temas "El tema del Troglodita"/ "El dólar agujereado". 
Luego, estuvo tocando en bares con músicos de Los Steivos, en clubes como Neptuno, con Frank Privette, entre otros, con quienes grabó su primer LP titulado Tengo un Mustang teniendo buena acogida pero teniendo una competencia pues también Los Silverton's y Los York's lanzaban sus LP.
Luego fue contratado por la discográfica El Virrey, y para 1969 partió del Perú. Grabó en Guatemala para el sello Fónica, en Ecuador para el sello Fediscos y en algunos otros sellos de Panamá. Luego viajó a México y grabó un LP para Sonart llamado Amor de papel. 
Para 1970 volvería al Perú y grabaría para el sello MAG el elepé Vudú donde contó con el apoyo de algunos integrantes de Laghonia como Ernesto Samamé en primer guitarra del tema "Vudú", Manuel Cornejo en batería, Davey Levene en el tema "Pórtense bien" y en la sección de vientos con algunos integrantes de El Ayllu. 
Tras el éxito de este LP fue contratado nuevamente a El Virrey grabó algunos 45s pero Sono Radio lo llamó y grabó tres discos de 45 rpm junto a la orquesta de Jaime Delgado Aparicio.
Tras la dictadura de los 70s para los 80s regresaría a los escenarios, pero ya sin la fuerza ni energía. Ya estaba sumergido en el vicio del alcohol y realizó solo algunas presentaciones en algunos antiguos cines del Centro de Lima como el Cine Tauro. 
En julio de 2004 fue encontrado muerto en su residencia en San Borja en completo abandono.

## Discografía

### Sencillos
- "Yo pienso que tú eres la mujer" / "Lo que tú no sabías de mí" (MAG 1967)
- "El hombre y la mujer" / "Te amo" (Dis-Perú 1967)
- "Tema del Troglodita" / "El dólar agujereado" (Dis-Perú 1967)
- "Peace and love" / "Remember my love" (MAG 1971)
- "Muchacha triste" / "Mi soledad" (Polydor-El Virrey 1974)
- "El encanto de tus ojos" / "Marilú" (VHP-El Virrey 1975)
- "Sed de amor" / "Ven aquí" (Sono Radio 1977)

### Álbumes de estudio
- Tengo un Mustang (Dis-Perú 1965)
- Amor de papel (Sonart de México 1969)
- Vudú (MAG 1972)